# Pestil
Il pestil (turco) è una polpa di frutta secca che si presenta come una spessa lastra, tradizionalmente preparata nella cucina turca  per il consumo nei mesi invernali.

## Etimologia
La parola turca pestil è un prestito linguistico dalle parole greche παστίλλα, παστῖλος ("pastilla", "pastilos"), che nel periodo bizantino denotavano diversi tipi di dolci.

## Consumo
Esso viene consumato sia in Turchia che nei paesi dei Balcani che facevano parte dell'Impero ottomano e del Caucaso. Di solito è fatto con albicocche, ma può anche essere composto da altri frutti come uva o fichi; quando è farcito con le noci si chiama köme.